# Sandalolitha robusta
Sandalolitha robusta is een rifkoralensoort uit de familie van de Fungiidae. De wetenschappelijke naam van de soort is voor het eerst geldig gepubliceerd in 1886 door Quelch.